# Servantes de l'Eucharistie
Ne doit pas être confondu avec Religieuses de l'Eucharistie.
Les servantes de l'Eucharistie sont une congrégation religieuse féminine de droit pontifical vouée à l'adoration du saint sacrement.

## Histoire
Le 31 mai 1857, jour de la Pentecôte, après avoir communié dans l’église Notre-Dame de la Dalbade à Toulouse, Jeanne-Onésime Guibret (1828-1900) et deux de ses amies ressentent un appel intérieur pour se consacrer à l'eucharistie. L'originalité de l'institut est qu'il est composé de religieuses internes avec la vie commune et de religieuses externes qui vivent chez elle et ont un travail. L’institut reçoit le décret de louange le 4 février 1876 sous le nom de servantes de Jésus-Hostie.
La congrégation se développe tout d'abord dans le sud-ouest, puis dans le reste de la France, vient ensuite la Pologne, la Hongrie, le Venezuela, l'Angleterre, l'Espagne, et dans les îles de La Réunion et Maurice. L'institut change de nom pour celui de Servantes de Jésus dans le Saint Sacrement.
Ses constitutions sont approuvées en 1936 mais avec de nombreuses modifications trahissant l'esprit de la fondatrice (seules les sœurs internes sont reconnues comme religieuses et admises à prononcer des vœux religieux) ; le décret d'approbation définitive du 2 juillet 1961 reconnaît également les auxiliaires qui vivent dans le monde comme membres d'un institut séculier. En 1966, les sœurs du Venezuela et de Colombie se séparent de la branche française pour former une congrégation autonome sous le nom de servantes de Jésus.

## Activité et diffusion
Les sœurs pratiquent l'adoration du saint sacrement et s'efforcent de promouvoir la dévotion eucharistique.
Elles sont présentes à Lourdes, Sainte-Marie de La Réunion et Toulouse où se trouve la maison-mère.
En 2017, la congrégation comptait 31 religieuses réparties dans 2 maisons.